# Tréflévénez
Tréflévénez é uma comuna francesa na região administrativa da Bretanha, no departamento Finisterra. Estende-se por uma área de 9,69 km². Em 2010 a comuna tinha 252 habitantes (densidade: 26 hab./km²).